# 베르트랑의 역설 (확률)
확률론에서 베르트랑의 역설은 확률의 고전적 정의에 관한 난제이다. 조제프 베르트랑이 그의 저서 Calcul des probabilités (확률론)에서 제안했다. 그 내용은 다음과 같다.
원에 내접하는 정삼각형을 그리고 원에서 임의의 현을 선택할 때, 현의 길이가 정삼각형의 한 변의 길이보다 클 확률은?

베르트랑은 동 저서에서 3가지의 결과값이 다른 해법을 소개했다. 베르트랑은 저서에서 확률 영역이 무한대일 때 무비판적으로 무차별 원리를 적용한다면 확률이 명확하고 잘 정의된 결과를 도출하지 못한다는 예시로 이를 언급하였다.

## 세가지 해법

### 첫 번째

1번 해법의 경우. 삼각형의 한 변보다 긴 현은 빨강, 짧은 현은 파랑으로 그려져 있다.

현의 종점을 무작위로 놓는(random endpoint) 해법이다. 오른쪽 그림과 같이 현의 시작점을 삼각형의 한 꼭짓점으로 하자. 이 경우 현이 삼각형의 한 변보다 길어지기 위해서는 시작점의 반대쪽에 있는 변을 지나야 한다. 이 조건을 만족하기 위해서는 현과 시작점에서의 원의 접선이 이루는 각도가 60~120도가 되어야 한다. 현을 정의할 수 있는 각도는 0~180도 이므로 60/180 = 1/3.

### 두 번째

2번 해법의 경우. 삼각형의 한 변보다 긴 현은 빨강, 짧은 현은 파랑으로 그려져 있다.

현과 원의 중심 사이의 거리를 무작위로 놓는(random radius) 해법이다. 오른쪽 그림과 같이 삼각형의 한 변과 평행한 현을 생각하자. 이 경우 현이 변보다 안쪽에 있어야 변보다 길어질 수 있다. 원의 내접 정삼각형의 변은 반지름을 이등분하므로 1/2.

### 세 번째

3번 해법의 경우. 내접원을 지나는 현은 빨강, 그렇지 않은 현은 파랑으로 그려져 있다.

현의 중점을 무작위로 놓는(random midpoint) 해법이다. 삼각형에 내접하는 원을 그리고, 바깥쪽 원에 임의의 현을 하나 놓는다. 삼각형의 한 변의 길이보다 긴 현은 안쪽 원을 지나며 현의 중점은 안쪽 원 안에 있다. 즉 현의 중점이 안쪽 원에 놓일 확률을 구하면 된다. 안쪽 원의 반지름은 바깥쪽 원의 반이므로 넓이는 4배 차이가 난다. 1/4.

## 고전적 해법
이 역설의 고전적 해법이자 베르트랑 자신의 저서에서 언급한 문제는 세가지 해법의 요지는 현의 무엇을 '무작위'로 놓는가에 따라 달라진다고 보았다. 아래에 컴퓨터 시뮬레이션을 통해 세 해법을 시각화한 그림이 있다.
|  |  |  |
|  |  |  |

베르트랑은 무엇을 무작위로 선택하는지 그 방법을 하나로 특정한다면 문제가 하나로 잘 정의된 해결법을 가지게 될 것이라고 주장하였다. 베르트랑이 제시한 3가지 정답은 서로 다른 선택 방법에 해당하며, 추가적인 정보가 없다면 다른 정답을 제치고 특정한 정답을 선호할 이유가 없으므로 위 문제는 고유한 하나의 정답이 없다고 보았다.

## 제인스의 "최대의 무지" 해결법
에드윈 톰슨 제인스는 1973년 자신의 논문인 "우량 조건 문제"(The Well-Posed Problem)에서 "최대 무지" 원칙에 기반해 베르트랑의 역설을 구했다. 최대 무지 원칙이란 문제에서 설명하지 않은 추가 정보를 사용해서 풀어서는 안 된다는 원칙을 뜻한다. 제인스는 베르트랑이 처음 제시한 문제가 원의 위치나 크기를 전혀 명시하지 않았다고 지적하면서 명확하고 객관적인 정답은 원의 위치나 크기와는 전혀 "상관이 없어야" 한다고 주장하였다. 즉 문제의 정답은 원의 크기 변환이나 평행 이동 변환에 대해 불변량이어야 한다는 것이다.
예를 들어, 빨대를 멀리서 지름이 2인 원 위에 던지고 원 위에 걸쳐진 빨대 선을 현으로 변환해서 확률을 측정해본다고 가정하자. 그럼 지름이 2인 원 안에 지름이 더 작은 1의 원을 둔다고 가정한다면, 작은 원 안에 있는 현의 분포는 큰 원 안에 있는 현의 분포와 같아야 한다. 또한 평행 이동 변환에 대해서도 불변해야 하므로 작은 원이 큰 원 안 어디던지 이동하더라도 내부의 현 분포는 변하지 말아야 한다. 방법 3의 경우에는 두 변환에 대해 현의 밀도가 불변하지 않고 변한다는 사실을 볼 수 있는데, 아래 사진의 경우 작은 빨강 원 내부의 현 분포는 큰 원의 현 분포와 완전히 다르다.

방법 3대로 그린 현들 위에 작은 원(빨강)을 그린 모습.

방법 1에서도 현 밀도의 불균형이 발생하지만 눈으로 보이기에는 어렵다. 방법 2가 크기 변환과 평행 이동 둘 다에 대해서 불변하다. 방법 1은 평행 이동에 대해서만 불변하고 방법 3은 크기 변환에 대해서만 불변하다. 하지만 제인스가 주어진 선택 방법을 받아들이거나 틀렸다고 말하기 위해 불변량만을 이용한 것은 아니다. 제인스는 수학적인 기준을 충족시킬 또 다른 설명되지 않은 방법이 존재할 수 있는 가능성이 있다고 보아 확률분포를 직접 결정하기 위해 크기 변환과 평행 이동 변환에 불변하는 확률 밀도의 적분방정식을 세웠다. 이 방정식을 통해 확률을 계산하면 방법 2의 반지름을 무작위로 구한 방법과 동일한 확률이 계산된다.
2013년 앨런 드로리의 논문에서는 제인스의 원칙대로 계산하더라도 서로 다른 옳은 두 가지 확률이 나올 수 있다고 주장하였다. 위의 불변량 성질의 수학적 구현이 독특하지 않으나 선택하는 무작위적 선택의 근본 절차에 따라 달라진다고 보았다. 그는 베르트랑의 세 가지 해법이 각각 회전, 크기 변환, 평행 이동에 대해 불변함을 보이면 나올 수 있는 정답임을 보였으며, 제인스가 내세운 원리도 "무차별성의 원칙"만큼이나 해석의 대상이 된다고 주장하였다.
예를 들어, 원을 향해 다트를 던지고 다트에 꼽혀진 점을 중심으로 한 현을 그리는 실험을 할 경우 회전, 크기 변환, 평행 이동에 불변한 고유 분포는 방법 3의 경우가 된다. 마찬가지로 원 중앙에 둘레 위의 한 점을 가리키는 스피너와 같은 회전기를 단 후 서로 다른 두 회전기의 서로 독립된 회전 결과 점을 이은 현을 선택한다면 고유한 불변량 분포는 방법 1의 경우가 된다. 이 경우 불변하는 것은 두 스피너의 각각에 대한 회전 불변량이 된다.

## 실제 실험에서
제인스가 제시한, 멀리 있는 작은 원에 빨대를 던지는 물리 실험이나 동전 위에 바늘을 떨어뜨리는 실험과 같이 중력이 작용하는 실험의 경우에서 통계역학과 유체역학과 같은 특정 물리계에 존재하는 변환 불변량을 만족하는 방법은 오직 2번째 방법만이 정답으로 인정되며 실제 실험에서도 1/2로 측정된다.
하지만 실제 세계에서 실험마저도 다른 선택 방법의 정답을 만족하는 물리 실험을 설계하는 것이 가능하다. 예를 들어 원 중앙에 둘레 위의 한 점을 가리키는 스피너와 같은 회전기를 단 후 서로 다른 두 회전기의 서로 독립된 회전 결과 점을 이은 현을 표시하도록 하면 1번째 방법의 확률이 구해진다. 또한 원 전체를 끈적한 당밀 같은 걸로 덮어버린 후 파리를 날려보내 처음에 원 위에 앉은 점을 현의 중점으로 두도록 계산한다면 3번째 방법의 확률이 구해진다. 여러 연구자들은 서로 다른 확률값을 얻기 위해 실험을 의도적으로 설계해보았고, 실제로 실험을 어떻게 설계하냐에 따라서 확률이 달라짐을 경험적으로 검증하였다.

## 최근 발전
2007년 저서 《베르트랑의 역설과 무관심의 원리》에서 니콜라스 샤켈은 1세기가 넘도록 이 역설은 여전히 해결되지 않고 있으며, 무차별성의 원리에 대한 반박을 계속하고 있다.
샤켈은 베르트랑의 역설을 해결하기 위해 지금까지 일반적으로 두 가지 다른 접근법이 채택되었다고 강조한다. 샤켈은 루이 마리노프를 distinction 전략의 전형적인 대표자로, 에드윈 제인스를 well-posed 전략의 대표자로 소개한다.

## 같이 보기
- 활꼴
- 변심거리

## 참고 문헌
- Clark, Michael (2012). 《Paradoxes from A to Z》 3판. Routledge. ISBN 978-0-415-53857-2.
- Gyenis, Zalán; Rédei, Miklós (2015년 6월 1일). “Defusing Bertrand's Paradox”. 《British Journal for the Philosophy of Science》 66 (2): 349–373. doi:10.1093/bjps/axt036. 2014년 8월 5일에 원본 문서에서 보존된 문서.
- 조차미; 박종률; 강순자 (2008년 6월). “Bertrand's paradox의 분석을 통한 기하학적 확률에 관한 연구”. 《학교수학》 (대한수학교육학회) 10 (2): 181-197. 2021년 7월 12일에 확인함.